# 1917 en cyclisme
| Années du cyclisme : 1914 - 1915 - 1916 - 1917 - 1918 - 1919 - 1920    |
| Décennies du cyclisme : 1880 - 1890 - 1900 - 1910 - 1920 - 1930 - 1940 |

Les faits marquants de l'année 1917 en cyclisme.

## Par mois

### Avril
- 15 avril : Gaetano Belloni gagne le Milan-San Remo.

### Mai
5 mai : le Suisse Charles Martinet gagne le Championnat de Zurich.
6 mai : le Belge Philipe Thys gagne Paris-Tours.

### Juin
3 juin : l'Espagnol Lazaro Villada devient champion d'Espagne sur route.
3 juin : le Suisse Ernst Kaufmann devient champion de Suisse sur route.
24 juin : le Français Charles Juseret gagne Paris-Bourges. L'épreuve ne reprendra qu'en 1922. 

### Juillet
8 juillet : le Néerlandais Jorinus Van Der Wiel devient le premier champion des Pays-Bas sur route. 

### Septembre
2 septembre : le Suisse Oscar Egg gagne Milan-Turin.
9 septembre : l'Italien Domenico Schierano gagne le Tour du Piémont.
20 septembre : l'Italien Angelo Gremo gagne le Tour d'Émilie.
30 septembre : le Suisse Oscar Egg gagne Milan-Modène.

### Novembre
- 4 novembre : Philippe Thys gagne le Tour de Lombardie.